# واجیرالونگکورن
واجیرالونگکورن (متولد ۲۸ ژوئیهٔ ۱۹۵۲) پادشاه تایلند و دهمین فرمانروا از سلسلهٔ چاکری است.
او تنها پسر بهومیبول آدولیادج، پادشاه درگذشته و ملکه سیرکیت تایلند است. در سال ۱۹۷۲ در سن ۲۰ سالگی توسط پدرش شاهزاده تاج تایلند شد. او سپس از دانشکده نظامی Royal Military College, Duntroon در استرالیا دانش‌آموخته گردید.
تاج‌گذرای او از تاریخ ۴ تا ۶ مه ۲۰۱۹ برگزار شد. از آنجایی که او دهمین پادشاه از دودمان چاکری است به او رامای دهم نیز گفته می‌شود.

## اوایل زندگی
واجیرالونگکورن در ساعت ۵:۴۵ بعد از ظهر روز ۲۸ ژوئیه ۱۹۵۲ در کاخ دوسیت (Dusit Palace) بانکوک زاده شد. ماها واجیر تنها فرزند پسر پادشاه بهومیبول آدولیادی و ملکه سیرکیت است.

## تحصیلات
واجیرا تحصیلات مقدماتی خود را در مدرسه چیتلادا و سپس در دانشکده‌های خصوصی انگلستان و استرالیا گذراند. شاهزاده واجیرا برای کسب تعلیمات نظامی به دانشکده نظامی رویال، دونترون در کانبرا رفت و تحصیلات خود را در دانشگاه آزاد سوخوتای تاماماتیرات (Sukhothai Thammathirat Open University) تایلند تکمیل کرد.
او در شب اول دسامبر ۲۰۱۶ تخت پادشاهی را پذیرفت. قرار است تاجگذرای او از تاریخ ۴ تا ۶ مه ۲۰۱۹ برگزار شود. از آنجایی که او دهمین پادشاه از دودمان چاکری است به او رامای دهم نیز گفته می‌شود.

## مناصب و مسئولیت‌ها
واجیرا دارای درجه ژنرال در ارتش پادشاهی تایلند، درجه دریابد در نیروی دریایی پادشاهی تایلند، درجه مارشال در نیروی هوایی پادشاهی تایلند است.

## زندگی شخصی

### تصویر عمومی و رسانه‌ها
بر اساس قانون lèse majesté هر گونه انتقاد از پادشاه، ملکه، شاهزاده تاج و والی‌ها به شدت در تایلند ممنوع می‌باشد. به همین دلیل اگرچه زندگی شخصی واجیرالونگکورن بسیار چالش‌برانگیز بوده‌است ولی به صورت عمومی مطرح نمی‌شود. در سال ۲۰۰۲ در مجله Far Eastern Economic Review مقاله‌ای منتشر شد که ادعا می‌کرد واجیرالونگکورن با نخست‌وزیر تاکسین شیناواترا ارتباط تجاری دارد. فوراً توزیع مجله متوقف شد و دولت تایلند روادید دو نفر از نویسندگان آن مجله به نام‌های Shawn Crispin و Rodney Tasker را برای ورود به تایلند لغو کرد.

### ازدواج و خانواده

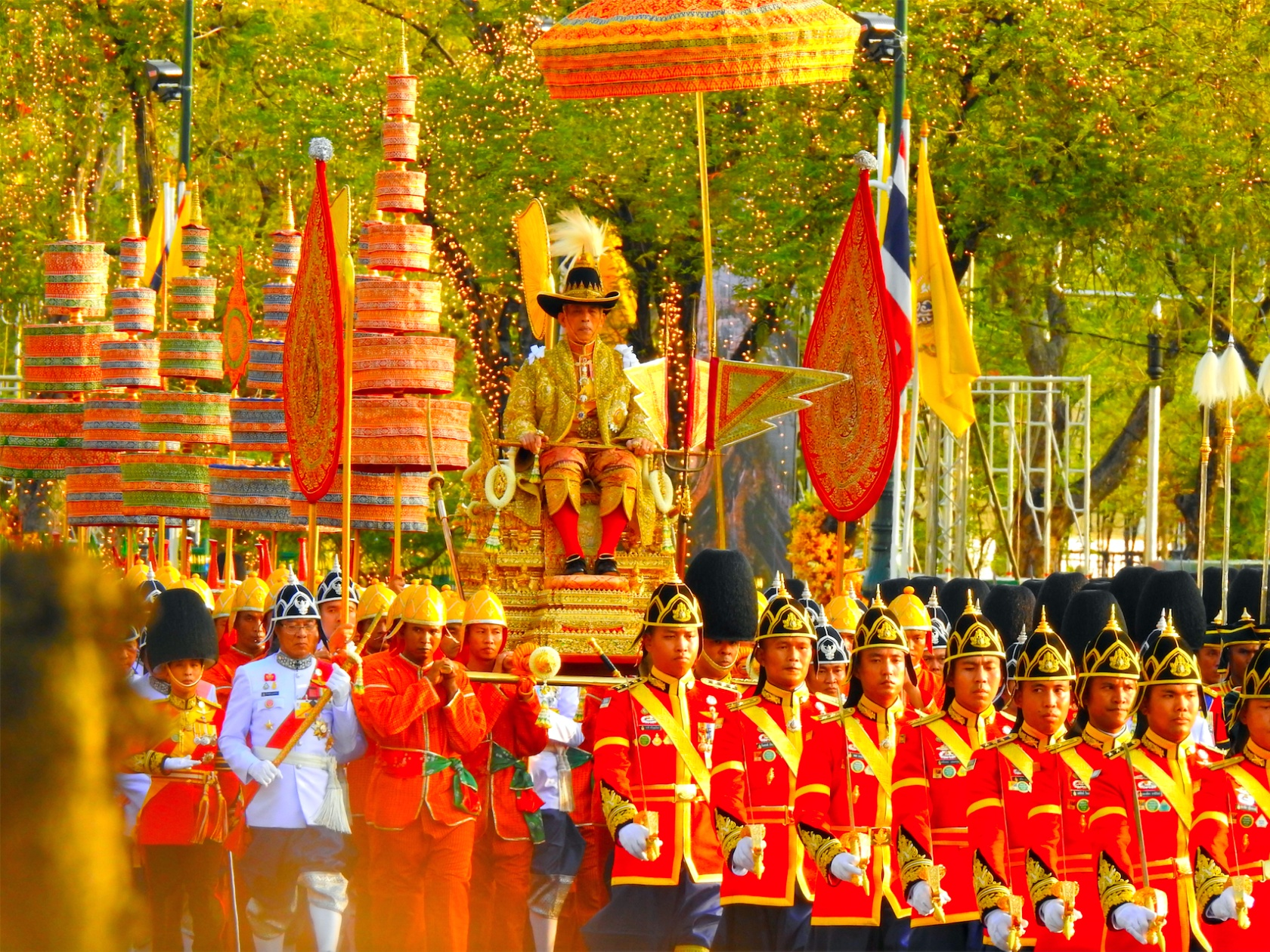
The Coronation of King Rama X B.E. 2562 (A.D. 2019)

در سال ۱۹۷۷ با دخترخاله‌اش سوآمسوآلی کیتیاکارا ازدواج کرد و پس از طلاق او در سال ۱۹۹۱ تا به حال ۳ زن دیگر البته یکی پس از طلاق دیگری اختیار نموده‌اند.